# 謙譲の聖母 (マソリーノ)
『謙譲の聖母』（けんじょうのせいぼ、英: Madonna of Humility）、または『聖母子』（せいぼし、独: Maria mit Kind）は、国際ゴシック様式のイタリアの画家マソリーノによる1435年ごろの絵画で、ポプラ板上にテンペラと金で描かれている。画面には「授乳の聖母」と「三位一体」が表されているが、これは、神であり人間であるというイエス・キリストの二重の本質を表現したものである。作品は、1826年以前にルートヴィヒ1世 (バイエルン王) に取得され、現在はミュンヘンのアルテ・ピナコテークに所蔵されている。

## 作品
作品は、地面に置かれたクッションに座っている聖母マリアを表し、「謙譲の聖母」の形式となっている。同時に、聖母は授乳するために胸を露わにする「授乳の聖母」の姿をしており、幼子イエスが自然な仕草で胸を掴んでいる。「謙譲の聖母」の類型は、玉座の上に荘厳に表される「荘厳の聖母」とは対照的である。「謙譲の聖母」の類型は、14世紀末から15世紀初頭のフィレンツェでは非常に一般的なものであった。
聖母の傍らでは2人の天使が祈っている。一方、画面上部では「三位一体」が表されている。父なる神が智天使と熾天使の間におり、Α (アルファ) とΩ (オメガ) の文字の見える本を持ち、聖母の方に下りていく三位一体のハトを指している。
作品は国際ゴシック様式に則って描かれている。非常な優美さの聖母の顔に見られる甘美なニュアンスはマソリーノの特徴であるが、いくつかの特質は作品に少ないとはいえ写実的な調子を与えており、初期ルネサンスの画家マサッチオの協力を示唆している。それは、フィレンツェで制作していたマソリーノが最も早く新しい傾向を獲得した画家であることを意味する。マサッチオの特質は特に何らかの彫像にもとづいているような幼子イエスの身体に見られ、聖母の腕と組み合わされている彼の脚の位置など自由に描かれた細部にも見られる。イエスの身体の描写は、聖母のゆったりと流れるような彫刻的に様式化された衣服、そして画面の金地と対照をなしている。